# Kościół św. Mikołaja w Parzynowie
Kościół Świętego Mikołaja w Parzynowie – rzymskokatolicki kościół parafialny (parafii tego samego wezwania) we wsi Parzynów, w gminie Kobyla Góra, w powiecie ostrzeszowskim, w województwie wielkopolskim. Należy do dekanatu Ostrzeszów diecezji kaliskiej.

## Architektura
Świątynia została wybudowana z drewna w latach 1780-1781. Jego fundatorami byli: Jan i Elżbieta Siewierscy, Józef Wojakowski i Jan Grzymała Wiewiórkowski. Budowniczym był cieśla Jan Kurzawa. Budowla posiada konstrukcję zrębową, na zewnątrz jest oszalowana, od północy mieści się niska wieża konstrukcji słupowej. Jego prezbiterium jest zwrócone ku południowi. Świątynia o jednej nawie, z węższym prezbiterium zamkniętym trójbocznie, z zakrystią od strony południowej. Przy nawie z lewej i prawej strony umieszczone są dwie kaplice, tworzące rodzaj nawy poprzecznej. Dachy pokryte są blachą. Wieża pokryta jest dachem namiotowym i posiada cebulasty hełm. Nad nawą mieści się wieżyczka na sygnaturkę z latarnią, pokryta hełmem cebulastym. Stropy wewnątrz świątyni są wtórnie ozdobione dekoracją pseudopłycinową. 

## Wyposażenie
Budowla posiada piękny wystrój wnętrza, który tworzą obrazy i rzeźby w stylu późnego renesansu i baroku. W późnorenesansowym ołtarzu głównym są umieszczone obrazy przedstawiające świętego Mikołaja i świętą Jadwigę oraz Adorację Dzieciątka Jezus. W rokokowych ołtarzach bocznych z drugiej połowy XVIII stulecia można zobaczyć obrazy Trójcy Świętej i św. Marii Magdaleny. Przy ścianie prezbiterium jest umieszczona barokowa ambona, nakryta baldachimem z połowy XVII stulecia. Na chórze muzycznym znajduje się prospekt organowy w stylu późnego baroku z 2 połowy XVIII stulecia. Droga krzyżowa rzeźbiona przez Zdzisława Augustyńskiego snycerza z Sycowa w 1980 r, według pomysłu i sugestii ówczesnego proboszcza śp., ks. Jerzego Żurawskiego (1940 -1994) .